# Miss Pernambuco 2020
Miss Pernambuco 2020 foi a 65ª edição do tradicional concurso de beleza feminino de Miss Pernambuco, válido para a disputa de Miss Brasil 2020, único caminho para o certame de Miss Universo. O evento é coordenado desde 1990 pelo empresário Miguel Braga e teve seu ápice na noite do dia 13 de março de 2020 no pavilhão de eventos do "Shopping Caruaru" localizado na cidade de Caruaru. Disputaram o título de Bárbara Souza, Miss Pernambuco BE Emotion 2019,  vinte e sete candidatas de diversos municípios, tendo como a grande campeã a representante de Moreno, Guilhermina Montarroyos.

## A disputa

### Tema
O concurso deste ano teve como tema a renda renascença "a arte de tecer o belo" e prestou uma homenagem a uma das mais tradicionais artes do estado: a renda. Todas as candidatas desfilaram com peças exclusivas da Fátima Rendas e Noemy Renda Renascença da cidade de Poção, município do agreste considerado como a capital da renda renascença. O cenário e a trilha sonora na noite final também estiveram relacionados com a temática. 

O concurso se iniciou no Recife e passeou por diferentes cidades do estado, como: Paulista, Santa Cruz do Capibaribe até a chegada em Caruaru para a grande final. A programação incluiu seis dias de atividades com passeios turísticos, aulas de passarela, jantares de gala, visitas à instituições públicas, desfiles de moda, um luau à beira mar e eventos beneficentes. Uma homenagem ao Dia Internacional da Mulher também foi realizada em uma noite especial no dia 8 de março. Personalidades femininas do estado receberam um reconhecimento especial por seus trabalhos.
O certame foi gravado no dia 13 de março e transmitido em um compacto pela TV Tribuna Recife no sábado, dia 14.

## Resultados

### Colocações
| Posição                 | Município e Candidata |
| Vencedora               | - Moreno - Guilhermina Montarroyos |
| 2º. Lugar               | - Belo Jardim - Letícia Severo |
| 3º. Lugar               | - Caruaru - Hannah Gomes |
| Finalistas              | - São José do Belmonte - Aléxia Berg - Serra Talhada - Deyse Leite - Sertânia - Renata Vilela |
| (TOP 12) Semifinalistas | - Clube das Pás - Luzí Santos - Fernando de Noronha - Monique Araújo - Garanhuns - Karen Correia - Paulista - Manuelly Lira - Petrolina - Marinna Modesto - Santa Cruz do Capibaribe - Gabriela Araújo |
| (TOP 16) Semifinalistas | - Olinda - Rafys Martins - Poção - Isabelle Vasconcelos - Recife - Júlia Ohanna - Salgueiro - Ana Cecília Ribeiro                                                                                      |

### Prêmios Especiais
Foram distribuídos os seguintes prêmios este ano:
| Prêmio               | Representação e Candidata      |
| Miss Simpatia        | - Jataúba - Eduarda Silva      |
| Miss Fotogenia       | - Poção - Isabelle Vasconcelos |
| Miss Elegância       | - Caruaru - Hannah Gomes       |
| Miss Popularidade    | - Belo Jardim - Letícia Severo |
| Miss Beleza pelo Bem | - Recife - Júlia Ohanna        |

### Ordem dos Anúncios
| 1. Belo Jardim 2. Petrolina 3. Recife 4. Santa Cruz do Capibaribe 5. São José do Belmonte 6. Moreno 7. Fernando de Noronha 8. Paulista 9. Serra Talhada 10. Poção 11. Sertânia 12. Olinda 13. Garanhuns 14. Salgueiro 15. Caruaru 16. Clube das Pás | 1. Caruaru 2. Santa Cruz do Capibaribe 3. Clube das Pás 4. Garanhuns 5. Moreno 6. São José do Belmonte 7. Fernando de Noronha 8. Petrolina 9. Sertânia 10. Serra Talhada 11. Paulista 12. Belo Jardim | 1. Caruaru 2. Moreno 3. São José do Belmonte 4. Sertânia 5. Serra Talhada 6. Belo Jardim |  |

## Pergunta final
Questionada pela pergunta final da Miss Pernambuco 2019 Bárbara Souza sobre onde a candidata está hoje e onde quer chegar, a vencedora respondeu:
| “ | Boa noite a todos novamente. Hoje eu estudo medicina veterinária. E assim, eu ainda não tenho palavras pra dizer onde eu quero chegar, mas eu sei que como estudante pretendo terminar minha faculdade, eu quero continuar minha carreira, quero ser a Miss Pernambuco e fazer o que eu tenho vontade. Obrigada. | ” |

Guilhermina Montarroyos, Miss Pernambuco 2020.

## Jurados

### Final
Ajudaram a eleger a grande vencedora:
1. Albérico Ribeiro, estilista;
2. Jailson Marques, designer;
3. Elis Miele, Miss Brasil CNB 2019;
4. Cleide Santos, promoter de eventos;
5. João Alberto Sobral, colunista social;
6. Drº João Wilton Saraiva, cirurgião plástico;
7. Romilda Monteiro, diretora comercial da TV Tribuna;
8. Wallace Carvalho, gerente de marketing do "Caruaru Shopping";
9. Dido Vieira, sócio-proprietário do "Amoaras Resorts";
10. Marina Fontes, diretora do Miss Brasil CNB;
11. Débora Daggy, Miss Pernambuco 2001;
12. Alessandra Vieira, deputada estadual;
13. Ana Cláudia Mergulhão, empresária;
14. Anabela de Alencar, empresária;
15. Denise Gouvêa, empresária;
16. Luísa Nogueira, arquiteta;
17. Heracliton Diniz, estilista;

### Técnico
Ajudaram a definir as semifinalistas:
1. Marcus Salles, consultor de moda;
2. Wilma Gomes, Miss Pernambuco 2007;
3. Romildo Alves, diretor artístico do Miss Pernambuco.
4. Marina Fontes, diretora do Miss Brasil CNB;
5. Elis Miele, Miss Brasil CNB 2019;

## Candidatas
Disputaram o título este ano: 
| - Abreu e Lima - Amanda Lívia - Barreiros - Victória Vasconcelos - Belo Jardim - Letícia Severo - Brejo da Madre de Deus - Jéssica Maria - Carpina - Adrielly Alves - Caruaru - Hannah Gomes - Clube das Pás - Luzí Santos - Custódia - Anna Júllya Góis - Fernando de Noronha - Monique Araújo | - Garanhuns - Karen Correia - Gravatá - Brenda Sabino - Jaboatão dos Guararapes - Dyonna Oliveira - Jataúba - Eduarda Silva - Moreno - Guilhermina Montarroyos - Olinda - Rafaela Martins - Paulista - Manuelly Lira - Pesqueira - Giovanna Costa - Petrolina - Marinna Modesto | - Poção - Isabelle Vasconcelos - Recife - Júlia Ohanna - Ribeirão - Anielle Canuto - Salgueiro - Ana Cecília Ribeiro - Santa Cruz do Capibaribe - Gabriela Araújo - São José do Belmonte - Aléxia Berg - Serra Talhada - Deyse Leite - Sertânia - Renata Vilela - Taquaritinga do Norte - Maria Eduarda |

## Histórico

### Desistências
- Vale do Ipanema - Ariana D'Melo